# El golpe de estado
El golpe de estado es la segunda parte del documental chileno La batalla de Chile, dirigido por Patricio Guzmán, siendo una de las últimas películas o documentales de Chile en el formato "blanco y negro".
Fue presentado en el "One World Film Festival" y en el "Litomerice Film Festival", ambos de la República Checa, también en el "Río de Janeiro International Film Festival" de Brasil. El 1 de abril de 1996 y el 28 de agosto de 2004 su formato fue reactualizado. Al igual que el anterior, fue traducido a varios idiomas y estrenado en varios países del mundo. En Chile, la segunda parte de esta trilogía fue estrenada el 1 de abril de 1996.

## Sinopsis
Aquí se muestra lo que ocurre en Chile entre marzo y septiembre de 1973. Los opositores de izquierda y derecha, se enfrentan en las calles, en el trabajo, en las fábricas, en los tribunales, e incluso, en el parlamento. Salvador Allende trata de conllevar un acuerdo con las fuerzas del centro político, la Democracia Cristiana, pero esto no se consigue.
En Valparaíso los militares preparan y planifican el golpe de Estado, apoyado por un amplio sector de la clase media, creando un clima de guerra civil en el país. Días antes del golpe de Estado, un millón de simpatizantes se despide del próximo derrocado presidente, Salvador Allende.

## Elenco
- Patricio Guzmán como Narrador

- Datos: Q2882199